# Sejm Śląski I kadencji (1922–1929)

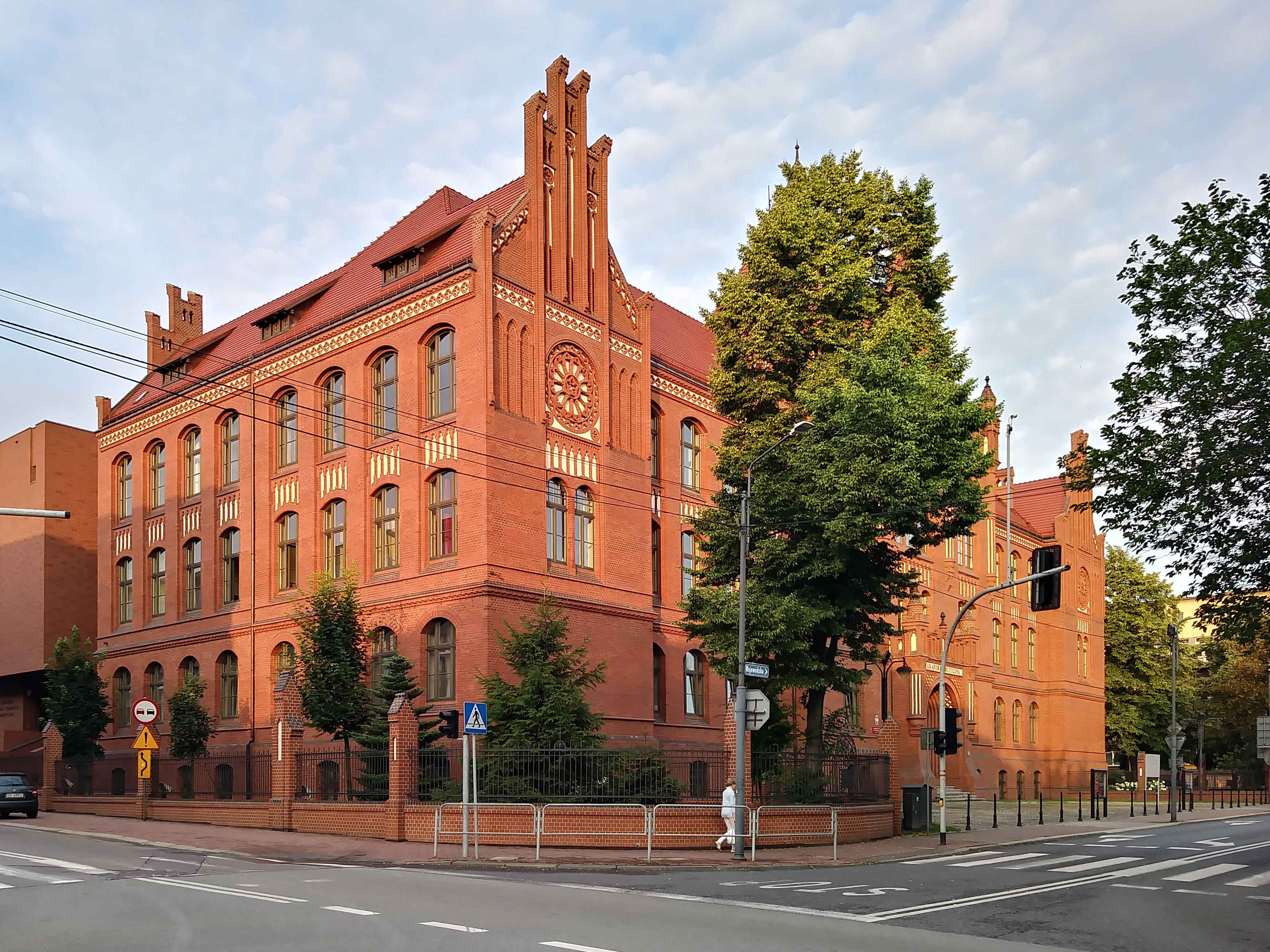
Katowice, gmach Akademii Muzycznej, w którym obradował Sejm Śląski do momentu budowy własnej siedziby

Sejm Śląski I kadencji (1922–1929) – autonomiczny parlament Województwa Śląskiego wybrany na podstawie demokratycznej ordynacji wyborczej do Sejmu Ustawodawczego w brzmieniu obowiązującym przy wyborach do Sejmu Śląskiego w dniu 24 września 1922. Zwołany na mocy dekretu Naczelnika Państwa z dnia 3 października 1922 do Katowic na dzień 10 października 1922.

## Prezydium
- Marszałek

Konstanty Wolny (bezp., ChD)
- Wicemarszałkowie

Józef Biniszkiewicz (PPS)
Michał Grajek (NPR)
Eduard Pant (Klub Niemiecki)
Kazimierz Rakowski, po 30 kwietnia 1924 Jan Kędzior (ChD)
Edward Rybarz (od 27 lutego do 14 kwietnia 1924)